# Nira Harel
Nira Harel (Nîrā Har'ēl, hebräisch נירה הראל; geboren 6. Oktober 1936 in Tel Aviv, Palästina (Völkerbundsmandat)) ist eine israelische Schriftstellerin.

## Leben und Werk
Nira Harel wurde 1936 in Tel Aviv geboren. An der Hebräischen Universität Jerusalem erwarb sie einen Abschluss als Bachelor of Arts in Soziologie sowie an der Universität Tel Aviv als Master of Arts in Erziehungswissenschaften. Anschließend unterrichtete sie als Lehrerin, arbeitete als Journalistin und Rundfunksprecherin, erarbeitete Studienprogramme für das Erziehungsministerium, war Herausgeberin eines Kindermagazins und Herausgeberin bzw. Cheflektorin für die Sparte Kinderbücher beim Verlag Am Oved.
Zum Schreiben kam Harel durch einen Zufall, als sie eine junge Frau mit vier kleinen Kindern war. Ihr erstes Buch war an Erwachsene adressiert und handelte von Kindern. Als sie daraufhin Briefe von Kindern erhielt, begann sie, Kinderbücher zu schreiben. Es geht ihr oftmals darum, Familienbeziehungen aus der Sicht von Kindern darzustellen, sowohl Beziehungen zwischen Kindern und Eltern sowie Großeltern als auch zwischen Kindern untereinander. Dazu sagte sie: „In meinen Büchern suche ich die Probleme der Kinder, versetze mich in ihre Lage und versuche ihnen zu helfen, ihre Probleme zu lösen.“ Seit 1970 hat Harel mehr als 60 Kinderbücher sowie ein Buch mit Feuilletonartikeln veröffentlicht. In zwölf Sprachen erschienen Bücher von ihr. Harel ist Gründerin und Redakteurin der Website dafdaf, die Kinder zum Lesen ermutigen will.

### Einzelne Werke

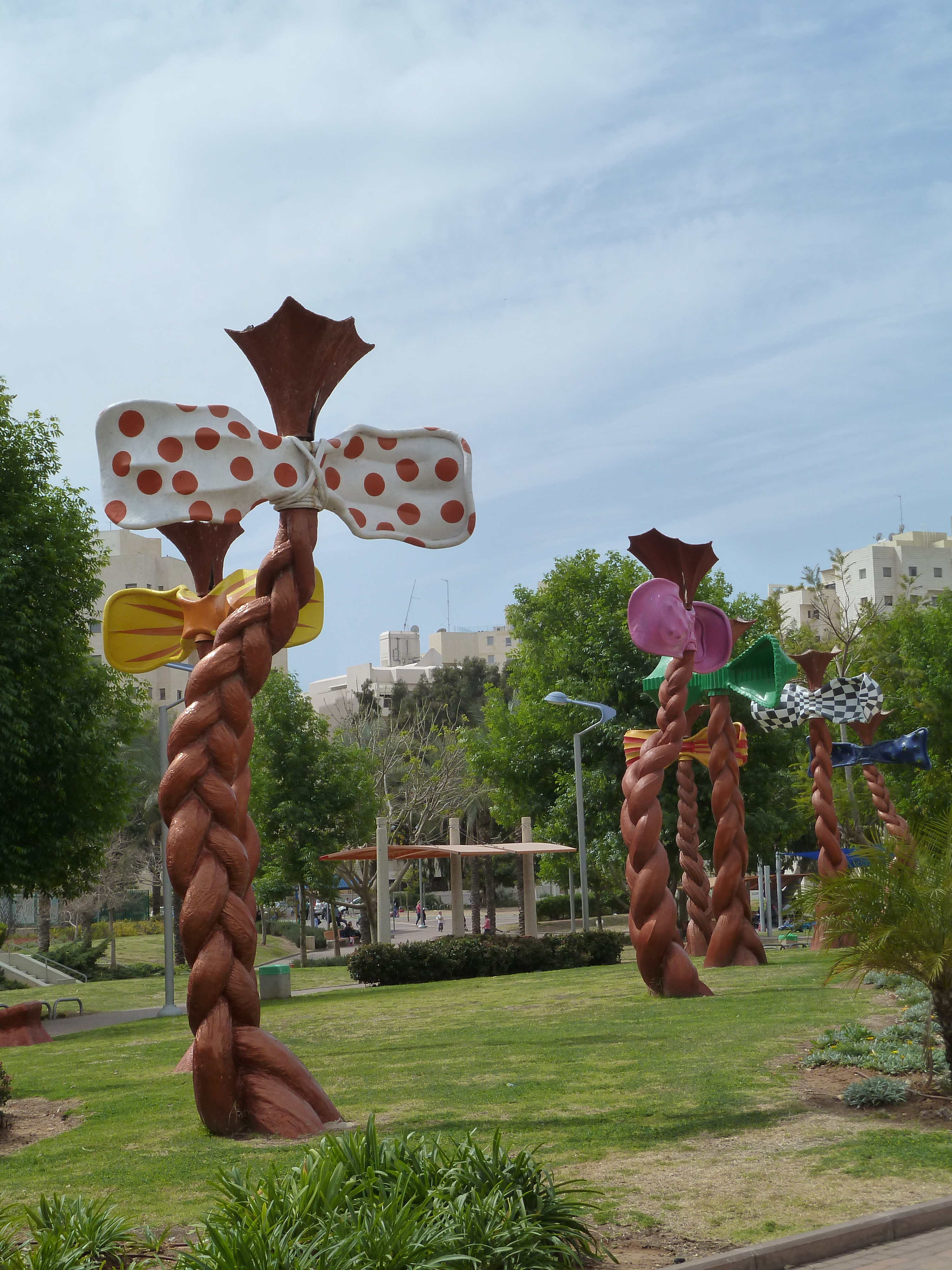
Kunstwerk Noa’s Sign Language in Cholon, inspiriert durch das Buch von Nira Harel

Das Bilderbuch Sfat Ha-Simanim Shel Noa (hebr.) bzw. Noa’s Sign Language (engl.) von 1980 richtet sich an Kinder im Alter von 3 bis 5 Jahren und will ihnen über eine spezielle Zeichensprache die Ordnung der Wochentage nahebringen. Auf Bitten Noas flicht ihre Mutter am Vorabend des ersten Wochentages einen Zopf in ihre langen Haare, vor dem zweiten Tag zwei Zöpfe und so weiter, bis sie am siebten Tag sieben Zöpfe hat. Auf diese Weise weiß Noa morgens, an welchem Wochentag sie aufgewacht ist. Eines Morgens wacht sie ohne Zöpfe auf, weil diese sich durch ein Missgeschick aufgelöst haben, und Noa stellt fest, dass sie die Wochentage nun auch ohne die Hilfe dieser Zeichensprache kennt. – Diese Geschichte inspirierte die Künstler 
Effy Hujasta und Yaniv Shimoni zu einer Skulpturengruppe, die sieben große Säulen in Gestalt von Zöpfen mit bunten Schleifen zeigt. Sie wurde 2010 als Teil des Skulpturenprojekts Story Gardens in Cholon aufgestellt.
Ein neuer Hut erzählt die Geschichte eines Sommers im Leben von Noam. Die Erwachsenen versuchen, vor ihm zu verheimlichen, dass sein geliebter Großvater Ze‘ev in ernstem Zustand im Krankenhaus liegt und sterben wird. Durch scharfes Beobachten der Familienmitglieder und aus Gesprächsfetzen setzt Noam sich sein Bild zusammen. Zum Beispiel schließt er daraus auf die Schwere der Erkrankung, dass Ze‘evs Ex-Frau, Noams Großmutter, aus Amerika anreist.
Im Jugendbuch Eins zu viel erzählt das Mädchen Merav, wie ihre zuvor intakte Familie fast zerbricht, als ihre Mutter ein Kind mit Down-Syndrom als Pflegekind zur Adoption nach Hause holt. Die Mutter einer israelischen Durchschnittsfamilie mit drei Kindern entscheidet sich, angeregt durch eine Fernsehsendung, trotz der ablehnenden Haltung der anderen Familienmitglieder, das kranke Kind aufzunehmen. Merav stellt sich eines Tages die Frage, was wäre, wenn sie selbst behindert wäre. Sie und die Familie insgesamt akzeptiert allmählich die neue Situation, und das neue Familienmitglied wird schließlich liebevoll angenommen. – Der Buchtitel deutet einerseits an, dass bei dieser Erbkrankheit das Chromosom 21 dreifach anstatt zweimal, also einmal zu viel, vorhanden ist; andererseits spielt er darauf an, dass ein Familienmitglied „zu viel“ die Krise innerhalb der Familie auslöst.
Das kleine Bilderbuch Schlüssel zum Herzen richtet sich an Kinder ab 3 Jahren und beschreibt, wie Jonathan und sein Vater sich gemeinsam auf die Suche nach dem verlorenen Schlüsselbund des Vaters machen. Dabei kommen sie an all den Orten vorbei, an denen der Vater auf seinem Heimweg vom Büro Halt gemacht hat.

## Auszeichnungen
- 1986: Ze'ev Prize für Buch Ein neuer Hut
- 1994: Eintrag in Anderson-Preis-Ehrenliste für Buch Eins zu viel
- 1998: Prix Espace Enfants für Buch Please Leave a Message
- 2002: Fania Bergstein Prize
- 2007: Ehrung auf dem International Women's Festival in Cholon, als sie gerade ihr fünfzigstes Buch publiziert hatte[11]
- 2007: Prime Minister's Prize
- 2014: Arik Einstein Prize
- 2016: Devorah Omer Prize für das Lebenswerk

## Werke in deutscher Übersetzung
- ... Immer auf die Kleinen!. Mit Illustrationen von Ora Eytan. Aus dem Hebr. von Josef Guggenmos, Arena Verlag, Würzburg 1982
- Frontalzusammenstoss. Aus dem Hebr. von Judith Brüll, Alibaba Verlag, Frankfurt am Main 1991. Als Taschenbuch: Frontalzusammenstoss. Ende einer Kindheit, Rowohlt Verlag, Reinbek bei Hamburg 1993
- Ein neuer Hut. Aus dem Hebr. von Mirjam Pressler, Alibaba Verlag, Frankfurt am Main 1993
- Eins zu viel. Aus dem Hebr. von Mirjam Pressler, Omnibus Verlag, München 2000, ISBN 978-3-570-20586-0
- Schlüssel zum Herzen Aus dem Hebr. von Mirjam Pressler, Illustrationen von Yossi Abolafia, Bombus Verlag, München 2004, ISBN 978-3-936261-22-6